# クロアチア防衛軍
クロアチア防衛軍（クロアチア語: Hrvatske obrambene snage; HOS）は、クロアチア権利党（HSP）の武装勢力で、1991年から1992年まで存続した。1992年に指導者のブラジュ・クラリェヴィッチが殺害されると、HOSは解体され、クロアチアではクロアチア陸軍に、ヘルツェグ＝ボスナではクロアチア防衛評議会に吸収された。クロアチア防衛軍はクロアチア人およびボシュニャク人によって構成されていた。中央ボスニアに最後まで残ったHOSは1993年に解体された。クロアチア防衛軍は、頻繁にそのクロアチア語略称である「HOS」を用いた。「HOS」は、第二次世界大戦のナチスの傀儡国家であるクロアチア独立国の軍備であるクロアチア武装軍（Hrvatske oružane snage; HOS）と頭文字が一致する。第二次世界大戦のクロアチア武装軍は、クロアチア独立国を支配したファシスト組織・ウスタシャの率いたウスタシャ民兵の流れを汲む戦力であった。

## ブラジュ・クラリェヴィッチ
ブラジュ・クラリェヴィッチは、ボスニア・ヘルツェゴビナ紛争のごく初期の段階の軍事的指導者の一人であり、HOSの司令官であった。紛争が始まると、クラリェヴィッチはHOSをボスニア・ヘルツェゴビナにおけるクロアチア人の兵力の中心に据えた。クロアチア防衛評議会などのほかのクロアチア人勢力と異なり、HOSはボスニア・ヘルツェゴビナを分割して民族浄化によってクロアチア人だけの領域を作ることに反対し、ボスニア・ヘルツェゴビナ全体をクロアチアと合同させることを目指していた。

## 旗
HOSの旗は黒地で、中央に紋章が入っている。紋章は三つ編みの円に囲まれ、赤白の市松模様の盾が、白い四角形と4つの編み込み模様の上に重なっている。その上には「HOS」の文字、下には「HSP」の文字と「ZA DOM SPREMNI」（ザ・ドム・スプレムニ）の文字が書かれている。ザ・ドム・スプレムニは、第二次世界大戦時のクロアチア独立国の敬礼として使われた